# 威利斯里村
威利斯里村(Kampung Wellesley)是马来西亚槟城州威南县东部的一个华人新村，位于爪夷村前往吉打州的道路旁。本村以农业为主，居民多是华裔。当地村民主要的收入来源为从事橡胶业及种植水果如榴梿红毛丹和山竹。此外，当地有间著名的海鲜餐厅，主要宗教有佛教和道教。除此之外，新村也设有几间兴都庙供印裔居民朝拜。威利斯里的村民在马来亚紧急状态时早已买下村内的土地，并成立了自己的公司来管理土地。村里的一些基本设施便是由集体资金建设而来。